# Nerine beata
Nerine beata är en ringmaskart som beskrevs av Williams 1859. Nerine beata ingår i släktet Nerine och familjen Spionidae. Inga underarter finns listade i Catalogue of Life.